# Universität Paris VIII

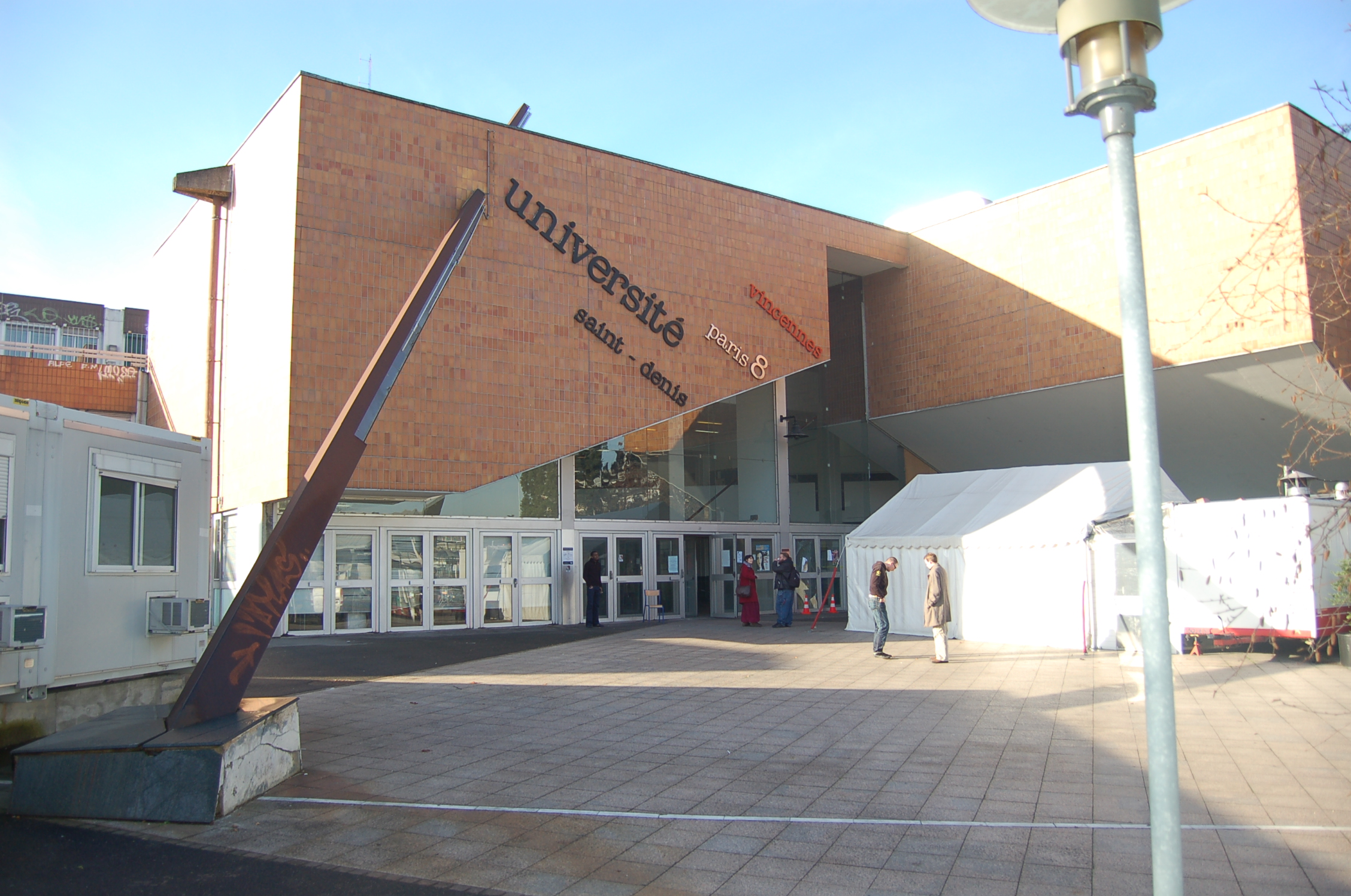
Gebäude mit Schriftzug « université paris 8 saint-denis »

Die Universität Paris 8 Vincennes-Saint-Denis, meist Universität Paris VIII geschrieben, früher als Universität Vincennes (Centre universitaire expérimental de Vincennes) bekannt, ist eine 1969 gegründete staatliche französische Hochschule bei Paris.

## Geschichte
Die Geschichte der Universität begann im Vincennes der späten 1960er Jahre. Die Universität wurde als Centre universitaire expérimental de Vincennes gegründet als eine unmittelbarere Folge des studentischen Mai 1968, dessen Ideen sie verbreiten sollte. Im Januar 1969 wurden dort auf einem Gelände, das von der Armee gemietet wurde, die ersten Studenten begrüßt. Professoren und Studenten sahen sich in dieser neuen Modellhochschule als Kollegen, die zusammenarbeiten. Hier gab es kaum noch frontale Vorlesungen, der Umgang von Studierenden und Professoren war demokratisch, an den einzelnen Fakultäten herrschte Selbstverwaltung. Man traf auf Größen wie Hélène Cixous, Gilles Deleuze, Jean-François Lyotard, Roland Barthes, Pierre Bourdieu und Michel Foucault; die Philosophie wurde bewusst anti-akademisch gelehrt und zur Gesellschaft und zur Politik hin geöffnet.
1980 wurde die Experimental-Universität gegen den Widerstand von Studenten und Personal auf Anordnung der französischen Universitätsministerin Alice Saunier-Seïté von Vincennes nach Saint-Denis verlegt. Innerhalb weniger Tage wurden die Gebäude abgerissen und dadurch schnell Fakten geschaffen.
In Saint-Denis hat sie heute rund 26.000 Studenten. Der Schwerpunkt der Hochschule liegt auf den Geistes- und Sozialwissenschaften. Zu Beginn hatten es einige Fakultäten wie die Wirtschafts- und die Rechtswissenschaften nicht einfach, im antikonformistischen und linksgerichteten Lehrkörper ernst genommen zu werden. Die philosophischen und künstlerischen Fakultäten sowie die Geographie und die Literaturwissenschaften hingegen gehörten – und tun es vielleicht immer noch – zur Spitzengruppe.
Außergewöhnliche Lehrveranstaltungen, die an Paris VIII angeboten werden, sind zum Beispiel die Frauenwissenschaften sowie der Unterricht in der Berbersprache Amazigh.

## Fächergruppen und Zahl der Studenten (2004)
| Fakultät                 | Fächergruppen                                 | 1. Studien- abschnitt | 2. Studien- abschnitt | 3. Studien- abschnitt | Sonstige | Summe  |
| ------------------------ | --------------------------------------------- | --------------------- | --------------------- | --------------------- | -------- | ------ |
| 1 – ARTS                 | Kunst und Philosophie                         | 1.629                 | 2.050                 | 698                   | 203      | 4.580  |
| 2 – PAE                  | Rechtswissenschaften                          | 1.052                 | 1.737                 | 482                   | 23       | 3.294  |
| 3 – TES                  | Wirtschaft, Soziologie, Geographie            | 888                   | 1.070                 | 202                   | 56       | 2.216  |
| 4 – HLS                  | Geschichte, Literaturwissenschaft, Soziologie | 779                   | 1.038                 | 613                   | 99       | 2.529  |
| 5 – LLCE-LEA             | Sprachwissenschaften und angewandte Sprachen  | 876                   | 1.218                 | 321                   | 78       | 2.493  |
| 6 – LIT                  | Informatik, Mathematik, Linguistik            | 658                   | 816                   | 425                   | 63       | 1.962  |
| 7 – PPCS                 | Psychologie                                   | 523                   | 642                   | 351                   | 17       | 1.533  |
| 8 – CAPFED               | Kommunikation, Psychoanalyse                  | 515                   | 1.570                 | 397                   | 41       | 2.523  |
| IFU                      | Französisches Institut für Städtebau          | 0                     | 75                    | 296                   | 6        | 377    |
| IEE                      | Europäische Studien                           | 0                     | 343                   | 147                   | 0        | 490    |
| IED                      | Fernhochschule                                | 2.570                 | 1.034                 | 93                    | 0        | 3.697  |
| IUT Tremblay             |                                               | 244                   | 0                     | 0                     | 0        | 244    |
| IUT Montreuil            |                                               | 174                   | 28                    | 0                     | 0        | 228    |
| I.F. Geopolitique        |                                               | 0                     | 16                    | 160                   | 0        | 176    |
| Außerhalb von Fakultäten |                                               | 0                     | 0                     | 154                   | 0        | 154    |
| Summe                    |                                               | 9.908                 | 11.637                | 4.341                 | 586      | 26.472 |

## Trivia
Die Universität kam einem Aufruf durch Lehrkräfte der Universität Bremen nach und kooperierte in Folge mit der kurdischen Universität Rojava.

## Bekannte Professoren und Dozenten
- Alain Badiou (* 1937), Philosoph, Dramaturg
- Pierre Bayard (* 1954), Schriftsteller und Psychoanalytiker
- Daniel Bensaïd (1946–2010), Philosoph und politischer Aktivist
- François Châtelet (1925–1985), Philosoph, Mitbegründer der Philosophischen Fakultät von Paris VIII
- Hélène Cixous (* 1937), Schriftstellerin und Philosophin
- Michel de Certeau SJ (1925–1986), Historiker und Theologe
- Daniel Defert (1937–2023), Soziologe
- Gilles Deleuze (1925–1995), Philosoph
- Michel Foucault (1926–1984), Philosoph, Mitbegründer der Philosophischen Fakultät von Paris VIII
- Félix Guattari (1930–1992), Philosoph, Psychoanalytiker
- Guy Hocquenghem (1946–1988), Philosoph, Schriftsteller und homosexueller Aktivist
- Jacques Lacan (1901–1981), Psychoanalytiker
- Pierre Lévy (* 1956), Philosoph
- Jean-François Lyotard (1924–1998), Philosoph
- Jacques-Alain Miller (* 1944), Philosoph und Psychoanalytiker
- Antonio Negri (1933–2023), Philosoph und Politiker
- Nicos Poulantzas (1936–1979), marxistischer Staatstheoretiker
- Jacques Rancière (* 1940), Philosoph
- René Schérer (1922–2023), Philosoph
- Norbert Waszek (* 1953), Germanist und Philosoph
- Jean-Marie Vincent (1934–2004), Philosoph

## Ehemalige Studenten
- François Bon (* 1953), französischer Schriftsteller
- Boubé Gado (1944–2015), nigrischer Historiker und Politiker
- Suhaib Gasmelbari (* 1979), Filmemacher
- Yann Gozlan (* 1977), französischer Filmregisseur und Drehbuchautor
- Paulo Sérgio Pinheiro (* 1944), brasilianischer Menschenrechtsexperte, Politiker und Diplomat
- Alice Schwarzer (* 1942), deutsche Feministin und Publizistin
- Slavoj Žižek (* 1949), Philosoph, Psychoanalytiker, Essayist

## Dokumentarfilm
- Vincennes, l’université perdue (deutsch Vincennes – Die revolutionäre Uni), von Virginie Linhart, Frankreich 2016, 95 Minuten, Arte France et Agat Films & Cie – Vincennes – Die revolutionäre Uni, ARD.de, Ausstrahlung 1. Juni 2016 auf Arte